# Коньчиці-Кольонія
Коньчиці-Кольонія (пол. Kończyce-Kolonia) — село в Польщі, у гміні Коваля Радомського повіту Мазовецького воєводства.
Населення — 442 особи (2011).
У 1975-1998 роках село належало до Радомського воєводства.

## Демографія
Демографічна структура станом на 31 березня 2011 року:
|          | Загалом | Допрацездатний вік | Працездатний вік | Постпрацездатний вік |
| -------- | ------- | ------------------ | ---------------- | -------------------- |
| Чоловіки | 222     | 59                 | 140              | 23                   |
| Жінки    | 220     | 59                 | 121              | 40                   |
| Разом    | 442     | 118                | 261              | 63                   |